# Román Arrieta Villalobos
Román Arrieta Villalobos (San Antonio, Belén, 13 de noviembre de 1924 - La Ribera, Belén, 8 de marzo de 2005) fue un sacerdote católico costarricense.  De 1961 a 1979 fue obispo de Tilarán y de 1979 al 2002 se desempeñó como arzobispo de San José.

## Formación
Román Arrieta nació en San Antonio de Belén, en el seno de una familia humilde.  Hizo sus primeros estudios en la Escuela España, en el Instituto de Alajuela y en el Colegio Seminario.  En 1943 ingresó al Seminario Central y fue ordenado presbítero en la Catedral metropolitana de San José el 18 de diciembre de 1948 por el obispo de Alajuela, Mons. Juan Vicente Solís Fernández.  El Padre Arrieta fue vicario parroquial de San Ramón antes de trasladarse a la ciudad de Washington, en los Estados Unidos, para realizar estudios de posgrado en la Universidad Católica de América, donde obtuvo una maestría en educación.
Regresó a Costa Rica en 1952 y fue profesor de inglés y ciencias naturales en el seminario menor, así como cura párroco en San Carlos, en la zona norte del país.  Fue también fundador y director de la Revista Catolicismo, director de la Oficina para la Defensa de la Fe, capellán del presidio de San Lucas, promotor de las vocaciones eclesiásticas, y delegado episcopal para la construcción del Seminario Menor de la Inmaculada en Tacares de Grecia.

## Vida episcopal
El Padre Arrieta recibió la consagración episcopal en la catedral de Alajuela, el 21 de septiembre de 1961, convirtiéndose en el primer obispo de Tilarán.  Asistió a las cuatro sesiones del Concilio Vaticano II y participó en la comisión conciliar que reformó el código de derecho canónico.  A partir de 1970 presidió la Conferencia Episcopal de Costa Rica.
Monseñor Arrieta fue nombrado arzobispo de la arquidiócesis de San José el 10 de julio de 1979 y tomó posesión de la sede arzobispal el 2 de agosto de ese año, fiesta de Nuestra Señora la Reina de los Ángeles.  Como arzobispo, Mons. Arrieta recibió en Costa Rica al papa Juan Pablo II durante la gira por Centroamérica que realizó en 1983. 
El arzobispo Arrieta dotó al Seminario Central de nuevos edificios, incluyendo uno para la biblioteca y el centro de documentación, restauró la Catedral Metropolitana y los edificios administrativos de la Curia Metropolitana, tuvo directa participación en la creación de la Universidad Católica de Costa Rica y estimuló el desarrollo de la educación religiosa en escuelas y colegios públicos.  También llevó a cabo, en colaboración con los otros obispos de la Provincia Eclesiástica de Costa Rica, importantes proyectos ya consolidados como el fondo común llamado Servicios Pastorales, la seguridad social del clero, una red de emisoras católicas, la construcción del edificio de la Conferencia Episcopal y la construcción del edificio para el Curso Introductorio del Seminario Central en La Garita de Alajuela. 
El papa Juan Pablo II aceptó la renuncia de Mons. Arrieta al cargo de arzobispo de San José el 13 de julio del 2002, recayéndole en ese momento la función de administrador apostólico de la arquidiócesis de San José hasta el 18 de octubre de ese año.

## Controversias
En sus últimos años como arzobispo, Mons. Arrieta enfrentó críticas por su manejo del caso del sacerdote Minor Calvo, director de una radioemisora religiosa, Radio María de Guadalupe, la cual operó con autorización de Mons. Arrieta hasta el 31 de mayo del 2001, a pesar de diversos cuestionamientos sobre los manejos financieros de la emisora y sobre la conducta personal del Padre Calvo.  El 7 de julio del 2001, el periodista Parmenio Medina, quien había denunciado públicamente los manejos financieros de la radioemisora, fue asesinado a balazos frente a su casa.  El Padre Calvo sería condenado judicialmente por fraude en el 2005, mientras que su socio en la radioemisora, Omar Chaves, sería condenado como autor intelectual del homicidio de Medina.

## Fallecimiento
Román Arrieta falleció en su casa de habitación, en La Ribera de Belén, el 8 de marzo de 2005, a los 80 de edad a causa de tumor cerebral. Fue sepultado en el presbiterio sur de la Catedral Metropolitana.